# Kaa-Iya nationalpark
Kaa-Iya nationalpark är en nationalpark i Bolivia.   Den ligger i departementet Santa Cruz, i den sydöstra delen av landet, 400 km öster om huvudstaden Sucre. Kaa-Iya nationalpark ligger 365 meter över havet.
I omgivningarna runt Kaa-Iya nationalpark växer i huvudsak lövfällande lövskog.